# Эдхи, Абдул Саттар
Абд-ус-Саттар Эдхи (урду:عبد الستار ایدھی), или Эдхи. (1 января 1928, Бантва, Гуджарат, Британская Индия — 8 июля 2016, Карачи) — один из самых активных филантропов в Пакистане. Глава Фонда Эдхи, базирующегося в Пакистане с филиалами по всему миру.
Его жена Бегум Билкис Эдхи, руководитель фонда Билкис Эдхи. Они оба получили в 1986 году Премию Рамона Магсайсая. Он также является лауреатом международной Ленинской премии «За укрепление мира между народами» 1988 года, а также Премии Бальцана, 2000 года. Мауляна Эдхи, как часто его называют, из общины Мемон. Согласно Книге рекордов Гиннесса, у Фонда Эдхи крупнейшая частная сеть службы скорой помощи в мире.
Лауреат Премии ЮНЕСКО Манаджита Сингха 2009 года за распространение идей толерантности и ненасилия.
Абдул Саттар Эдхи скончался 8 июля 2016 года в возрасте 88 лет. Его последним в жизни желанием было пожертвовать свои органы нуждающимся.